# Isostasia

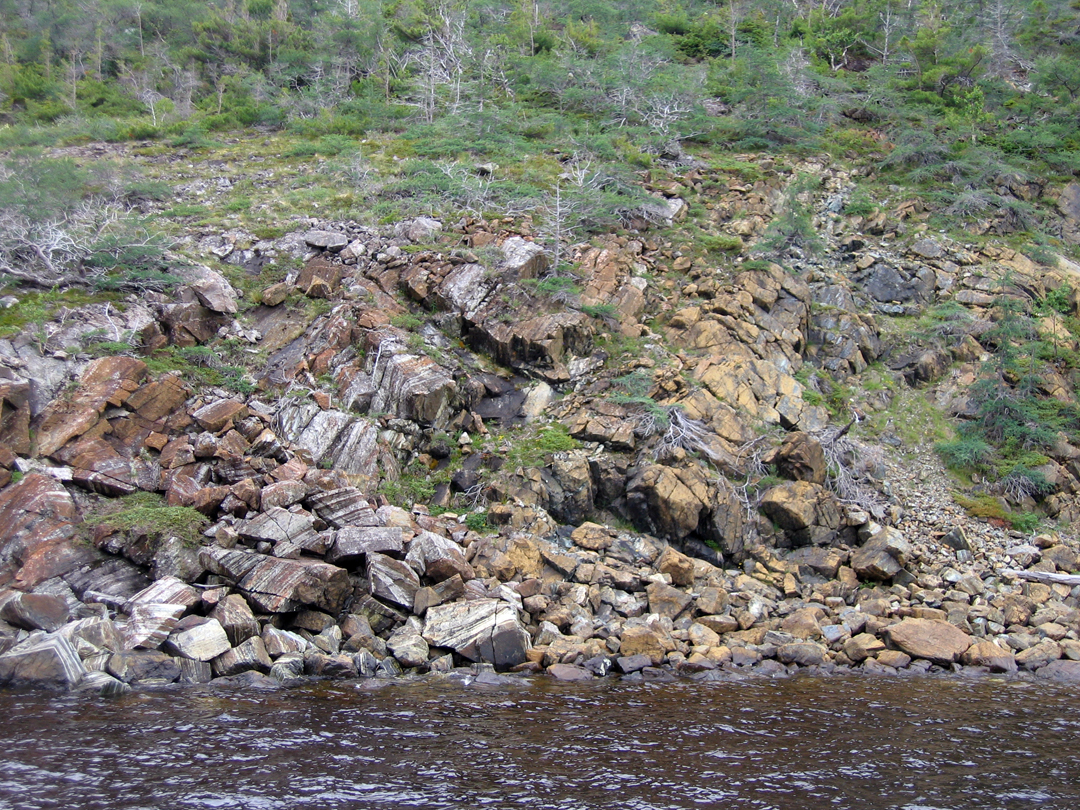
Rochas da descontinuidade de Mohorovičić expostas no Gros Morne National Park, Terra Nova.

Isostasia, ou movimento isostático, é o termo utilizado em Geologia para se referir ao estado de equilíbrio gravitacional, e as suas alterações, entre a litosfera e a astenosfera da Terra. Esse processo resulta da flutuação das placas tectónicas sobre o material mais denso da astenosfera, cujo equilíbrio depende das suas densidades relativas e do peso da placa. Tal equilíbrio implica que um aumento do peso da placa (por espessamento ou por deposição de sedimentos, água ou gelo sobre a sua superfície) leva ao seu afundamento, ocorrendo, inversamente, uma subida (em geral chamada re-emergência ou rebound), quando o peso diminui.

## Causas e consequências
A isostasia pode ser encarada como o simples reequilibrio no deslocamento do volume de um fluido (neste caso a astenosfera) pela flutuação de um sólido (neste caso a litosfera) num processo em tudo semelhante ao observado por Arquimedes. Quanto mais pesada a camada litosférica, maior volume de material astenosférico deve ser deslocado para que o equilíbrio se mantenha. Uma imagem sugestiva deste processo é o iceberg: quanto maior altura tiver acima da água, mais profunda estará a sua base.
Na realidade, as grandes extensões (placas com milhares de quilômetros de comprimento) e a elevada viscosidade dos materiais envolvidos tornam estes processos extremamente lentos (o reequilíbrio pode levar milhões de anos) e sujeitos a um complexo jogo de efeitos, em muitos casos contrários, resultantes dos processos de erosão e sedimentação, da própria geodinâmica e da tectônica de placas, que empurram as placas em direcções diversas, provocando a sua subida ou afundamento (tal como uma embarcação se inclina e altera o calado quando empurrada pelo vento).
Quando uma região da litosfera atinge o equilíbrio entre o peso relativo da placa litosférica e a sua espessura inserida na astenosfera, diz-se que está em equilíbrio isostático. Contudo, largas áreas continentais, como a região dos Himalaia, não estão em equilíbrio, nem parecem tender para ele, o que demonstra a existência das outras forças geodinâmicas em jogo que permitem a manutenção de uma topografia que não corresponde à que seria determinada pela isostasia.
No caso dos Himalaias, a explicação reside na impulsão causada pela placa tectónica indiana, comprimindo o bordo da placa eurasiática, que literalmente força a subida da região que ora se constitui com o mais alta do planeta, sem a correspondente deslocação astenosférica (pois tal como acontece numa abóbada, as forças que mantêm aquelas montanhas em posição são descarregadas lateralmente e não para baixo).
Em conclusão, a isostasia é a tradução geológica da impulsão hidrostática descrita pelo princípio de Arquimedes: para que exista equilíbrio, o aumento do peso das litosfera traduzido na existência de elevações topográficas (ou a presença de sedimentos ou massas de gelo ou água) deve traduzir-se num correspondente afundamento da placa, e vice-versa. Contudo, este processo decorre numa escala de tempo geológico e está sujeito à homeostasia resultante da complexidade do sistema geológico. Os fluxos laterais necessários para ajustar as variações decorrem muito lentamente: a Escandinávia continua a subir lentamente (cerca de 9 mm/ano) por ajustamento isostático em resultado do desaparecimento dos gelos da última glaciação, e assim continuará por muitas centenas de milhares de anos.

## Os modelos explicativos

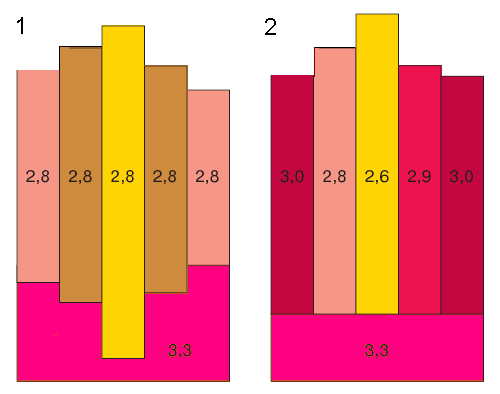
Hipóteses de Airy (1) e Pratt (2)

Para justificar o relativo equilíbrio isostático que se verifica na Terra tem-se recorrido a vários modelos explicativos que tentam descrever os processo que conduzem, face às constantes perturbações impostas pela geodinâmica, à retoma da estabilidade. Os principais modelos de isostasia usados são:
1. A hipótese proposta por George Biddell Airy, em geral referida por modelo Airy, que postula que as diferenças topográficas de altitude são compensadas por variações na espessura da crosta, da mesma forma que o peso de uma embarcação é compensada pela variação do seu calado.
2. A hipótese proposta por John Henry Pratt, em geral referida por modelo Pratt, que postula que as diferenças em altitude resultantes da topografia da Terra são compensadas por variações espaciais (em geral laterais) da densidade das rochas constituintes da litosfera.

## Os efeitos isostáticos da deposição e da erosão
Quando grandes massas de sedimento são depositadas numa região, o seu imenso peso pode causar o afundamento isostático da crusta subjacente. Um processo inverso ocorre quando a erosão leva à remoção de grandes volumes de material, correspondendo a redução da carga sobre a crusta à sua subida. Tal processo leva a que as camadas expostas nas montanhas, à medida que são erodidas, sejam substituídas por outras, que vão subindo devido ao movimento isostático, até que o equilíbrio seja atingido. Esse mecanismo permite trazer à superfície rochas que se formaram a grandes profundidades. Um caso extremo desta subida (neste caso associada à orogénese do Ordovício) é a exposição à superfície de rochas formadas na descontinuidade de Mohorovičić em formações sitas no Gros Morne National Park, na Terra Nova. 
Para a compreensão deste processo resulta novamente expedita a analogia com o iceberg: à medida que a parte emersa vai sendo erodida pela fusão, a parte submersa vai emergindo de forma a manter constante a proporção entre a massa do gelo emerso e submerso.

### A isostasia e a formação de caldeiras vulcânicas
Embora sujeito a um conjunto de efeitos específicos, ditados pela presença de magmas muito fluidos e de gases, a isostasia assume um papel de relevo na evolução das estruturas vulcânicas, em especial na formação das caldeiras. À medida que os materiais vulcânicos vão sendo depositados, construindo tipicamente uma grande estrutura cónica, o seu peso perturba ao equilíbrio isostático, o que leva ao colapso e afundamento da parte central da estrutura, formando grandes estruturas circulares de abatimento (que chegam a ter dezenas de quilómetros de diâmetro), com bordos marcados por falhas.
São estas estruturas, puramente tectónicas, que geralmente se designam por caldeiras vulcânicas e não as crateras, ou seja a depressão correspondente à boca de emissão dos materiais vulcânicos.

## Efeitos isostáticos da tectónica de placas
Quando o movimento relativo das placas tectónicas as leva a colidir, tal corresponde em geral a um espessamento das placas na zona de colisão. Mesmo quando a colisão corresponde a uma zona de subducção, o bordo da placa continental é engrossado e sobrecarregado com os materiais vulcânicos correspondentes à emergência de produtos de fusão à superfície (por exemplo, a cordilheira dos Andes, formada nesta condições, tem cerca de 4000 m de altitude média e chega aos 6962 m de altitude no pico do Aconcágua).
Nas circunstâncias atrás apontadas, para além da orogénese que normalmente está associada a estes eventos (a subida para cima da superfície), há também um espessamento para baixo, por forma a compensar o aumento de peso. Mais uma vez a analogia com o iceberg se aplica. 
Contudo, tal não significa que a isostasia seja o único mecanismo que equilibra as elevações formadas por colisão ente placas, pois, conforme já foi referido em relação aos Himalaia, as tensões inter-placas podem manter a elevação, distribuindo lateralmente as correspondentes cargas. Daí que a aplicação do princípio da isostasia nestas ambientes tectónicos deva ser feita com grande cautela e considerar os múltiplos factores em presença.

## A glacioisostasia - os efeitos da glaciação
A formação de glaciares e de mantos de gelo é um dos factores mais comuns, dada a intercorrência dos períodos glaciares, de desencadeamento de movimentos isostáticos. A acumulação de grandes camadas de gelo sobre a superfície leva ao afundamento regional da crusta, e a sua fusão, e à re-emergência (rebound) correspondente. Dada a frequência e importância destes efeitos, para os descrever foi cunhado o termo glacioisostasia.
Dada a diferença de densidade entre o gelo (ou a água no caso da formação de lagos ou mares interiores) e as rochas da litosfera, tem sido deduzida uma relação aproximada, e muito variável, entre o afundamento devido a espessamento rochoso (com rocha com densidade próxima de 3) e o devido a igual volume de gelo ou água (densidade próxima de 1), sendo o devido à acumulação de gelo (ou água) apenas 30% do devido a rocha.
A importância dos movimentos glacioisostáticos associados com a última glaciação na modelação da linha costeira da Europa e da América do Norte é imensa. Na costa europeia, desde os fiordes da Noruega, à existência do Mar Báltico e do Mar do Norte e à separação da Grã-Bretanha e da Irlanda do continente, tudo é resultado da glacioisostasia; a Escandinávia central continua a subir ao ritmo de 9 mm/ano. No lado americano, os Grandes Lagos, a Baía de Hudson e o extraordinário recorte da costa árctica do Canadá, são o resultado directo do afundamento e re-emergência da crusta naquela vasta região.

## Isostasia e eustasia
O efeito dos movimentos isostáticos sobre o nível do mar, seja por subida das costas ou por afundamento, têm um profundo efeito sobre o nível médio do mar. Existem praias levantadas, isto é restos de antigas praias que hoje estão situadas a centenas de metros acima do nível do mar, e as margens das plataformas continentais apresentam profundas gargantas, hoje submersas a centenas de metros de profundidade, que foram a foz de rios. 
Contudo, o efeito dos movimentos isostáticos em geral combina-se com os efeitos eustáticos, já que, particularmente quando a glacioisostasia é o factor dominante, o aumento da acumulação de gelo corresponde a um aprisionamento de água, retirada pela evaporação do mar, e vice-versa. Assim, o afundamento isostático por acumulação de gelo corresponde a uma descida glacioeustática do mar que o tende a mascarar, sendo o inverso também verdadeiro. A grande diferença está na velocidade dos processos: as subidas e descidas do nível do mar devidas à eustasia são muito rápidas (há eventos registados de subida de alguns metros por década) enquanto os processos isostáticos conduzem a variações máximas de altitude da ordem do cm por ano.
Logo, as grandes variações registadas no nível médio dos oceanos (por exemplo a subida de mais de 130 m do nível do mar depois da última glaciação) têm em geral uma componente devida à eustasia que excede de longe a devida à isostasia, embora esta, no longo prazo, seja importante. 
Outro factor que contribui para a complexificação desta relação é a epirogénese associada à isostasia, já que a subida dos fundos marinhos reduz o volume das bacias oceânicas, sendo um factor determinante da variação eustática.
Outra relação indirecta que contribui para a complexidade atrás apontada é a variação estérica das águas do mar causada pela variação da sua temperatura média. Um aquecimento global, que leva à fusão dos gelos e à subida isostática das áreas de crusta anteriormente recobertas, conduz também à subida eustática do mar por libertação da água de fusão e por aumento do seu volume por expansão térmica.
Do atrás exposto resulta que, quando está em causa a variação do nível do mar e a evolução do traçado das costas, a isostasia e a eustasia devem necessariamente ser encaradas como processos complementares e interligados que não podem ser considerados isoladamente.
Por exemplo, as estimativas da presente subida eustática dos mares, devida à fusão de gelos e variação estérica por expansão térmica, é de +2 mm/ano, mas quando medida em diferentes costas tem valores totalmente diversos devido à interferência com a isostasia (por exemplo na Finlândia, as águas do golfo de Bótnia, parecem descer 7 mm/ano devido à forte subida isostática da região (9 mm/ano)).